# Tour de France 1961
Le Tour de France 1961 est la 48e édition du Tour de France, course cycliste qui s'est déroulée du 25 juin au 16 juillet 1961 sur 21 étapes pour 4 397 km. Le départ du Tour a lieu à Rouen ; l'arrivée se juge à Paris au vélodrome du Parc des Princes. L'épreuve est remportée pour la seconde fois par le Français Jacques Anquetil, qui a de plus réussi l'exploit de porter le maillot jaune du premier au dernier jour de course. Il devance au général l'Italien Guido Carlesi et le Luxembourgeois Charly Gaul de plus de douze minutes. Excédé par l'attitude résignée du peloton dans les Pyrénées devant la domination de Jacques Anquetil, Jacques Goddet, patron de  l'Equipe, parlera dans son journal « des Nains de la route ».

## Généralités
- Le départ du Tour a lieu à Rouen ; l'arrivée finale se juge à Paris au vélodrome du Parc des Princes.
- Deux coureurs seulement ont porté le maillot jaune sur cette édition : André Darrigade, vainqueur de la première demi-étape, et Jacques Anquetil qui remporte le premier contre-la-montre (deuxième demi-étape), et conserve le maillot jaune jusqu'à Paris.
- André Darrigade remporte ici la première étape pour la cinquième fois.
- Pour deux secondes, Guido Carlesi prend à Charly Gaul la deuxième place au général à l'issue de la dernière étape.
- Moyenne du vainqueur : 36,033 km/h.
- Du 2 juillet (départ à Saint-Étienne) au 16 juillet se déroule, en prologue de chaque étape du Tour, sur un même parcours, mais d'un kilométrage moindre, une épreuve ouverte aux coureurs amateurs, le premier Tour de l'Avenir.

## Résumé de la course

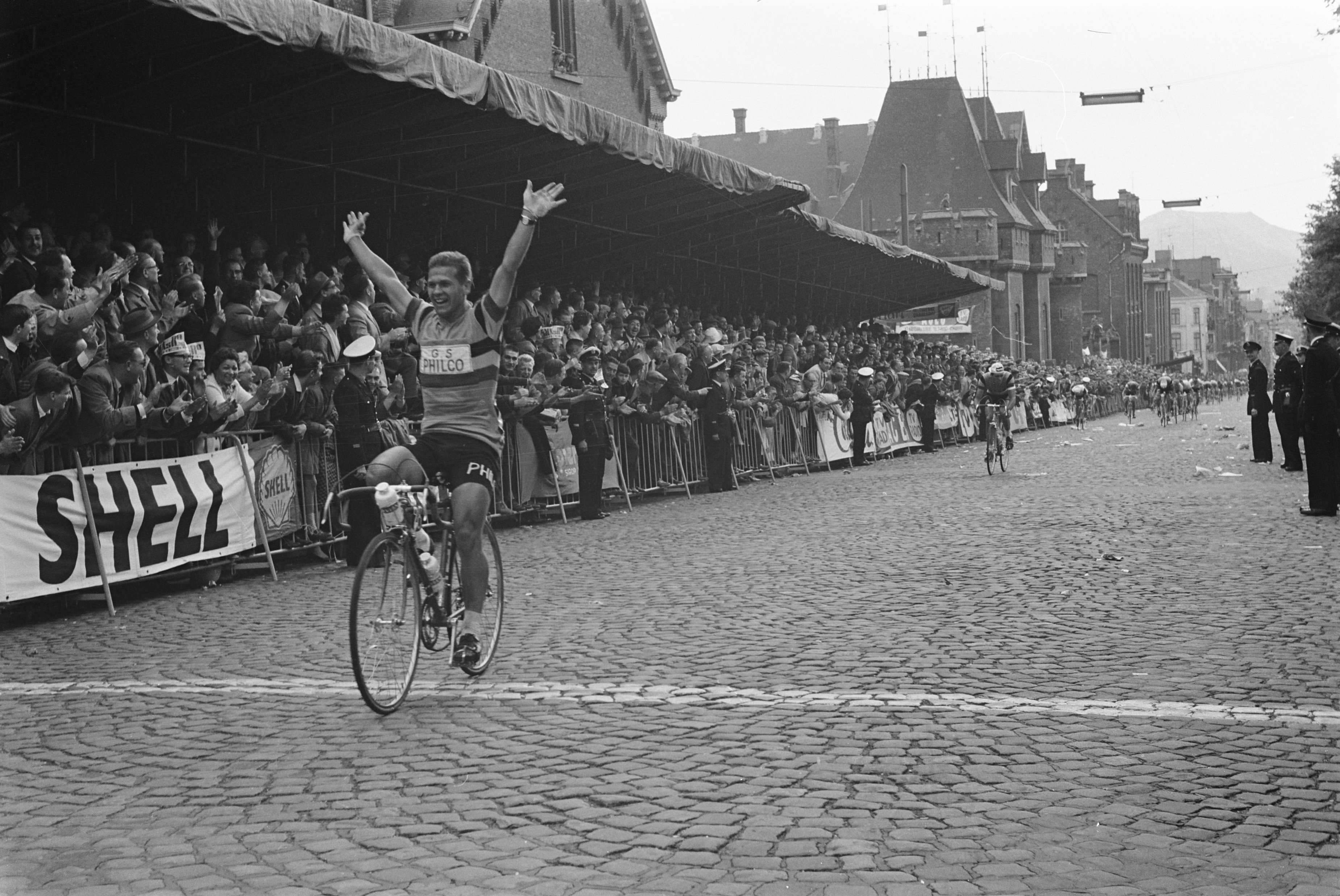
Emil Daems à Charleroi, arrivée de la 4e étape du Tour 1961.

Vainqueur 4 ans plus tôt et après la chute dramatique de Roger Rivière en 1960, Jacques Anquetil entend bien montrer qu'il est le meilleur. Le Normand a dicté ses conditions à Marcel Bidot, le sélectionneur des Tricolores : il sera le leader unique de l'équipe de France ; elles sont acceptées, même par Henry Anglade. La première étape est divisée en deux tronçons : le Landais André Darrigade remporte le premier (Rouen-Versailles, 136,5 km) ; Jacques Anquetil, le second (un circuit de 28,5 km contre la montre autour de Versailles) ; au soir de la première étape, il porte déjà le maillot jaune.
Dès lors, les Tricolores verrouillent la course : toute échappée est contrôlée. Quand le Luxembourgeois Charly Gaul passe à l'attaque dans la Chartreuse (neuvième étape, Saint-Étienne - Grenoble, 230 km), il ne peut creuser un écart important, comme il avait réussi à le faire en 1958 : il ne reprend que 2 min 30 s à Anquetil. Le peloton est résigné.
La grande étape pyrénéenne (dix-septième étape, Luchon-Pau, 197 km, par les cols de Peyresourde, d'Aspin, du Tourmalet et d'Aubisque) est escamotée, personne n'osant attaquer Jacques Anquetil, ce qui provoque la colère du directeur du Tour, Jacques Goddet, qui titre ce soir-là l'éditorial qui livre chaque jour à L'Équipe « Les Nains de la route ». Jacques Anquetil s'impose encore dans le dernier contre la montre (dix-neuvième étape, Bergerac-Périgueux, 74,5 km). Il remporte la Grande Boucle après avoir porté le maillot jaune du premier au dernier jour. Cette terne édition a une conséquence importante : Jacques Goddet cède aux pressions des groupes sportifs, qui, depuis 1956, réclamaient l'abandon de la formule des équipes nationales ; ce sera chose faite en 1962.

## Étapes
| Étape,        | Date        | Villes étapes                    |                             | Distance (km)    | Vainqueur d’étape    | Leader du classement général |
| ------------- | ----------- | -------------------------------- | --------------------------- | ---------------- | -------------------- | ---------------------------- |
| 1re étape (a) | 25 juin     | Rouen – Versailles               | Étape de plaine             | 136,5            | André Darrigade      | André Darrigade              |
| 1re étape (b) | 25 juin     | Versailles – Versailles          | Contre-la-montre individuel | 28,5             | Jacques Anquetil     | Jacques Anquetil             |
| 2e étape      | 26 juin     | Pontoise – Roubaix               | Étape de plaine             | 230,5            | André Darrigade      | Jacques Anquetil             |
| 3e étape      | 27 juin     | Roubaix – Charleroi (BEL)        | Étape de plaine             | 197,5            | Émile Daems          | Jacques Anquetil             |
| 4e étape      | 28 juin     | Charleroi (BEL) – Metz           | Étape de plaine             | 237,5            | Anatole Novak        | Jacques Anquetil             |
| 5e étape      | 29 juin     | Metz – Strasbourg                | Étape de montagne           | 221              | Louis Bergaud        | Jacques Anquetil             |
| 6e étape      | 30 juin     | Strasbourg – Belfort             | Étape de montagne           | 180,5            | Joseph Planckaert    | Jacques Anquetil             |
| 7e étape      | 1er juillet | Belfort – Chalon-sur-Saône       | Étape de plaine             | 214,5            | Jean Stablinski      | Jacques Anquetil             |
| 8e étape      | 2 juillet   | Chalon-sur-Saône – Saint-Étienne | Étape de montagne           | 240,5            | Jean Forestier       | Jacques Anquetil             |
| 9e étape      | 3 juillet   | Saint-Étienne – Grenoble         | Étape de montagne           | 230              | Charly Gaul          | Jacques Anquetil             |
| 10e étape     | 4 juillet   | Grenoble – Turin (ITA)           | Étape de montagne           | 250,5            | Guy Ignolin          | Jacques Anquetil             |
| 11e étape     | 5 juillet   | Turin (ITA) – Antibes            | Étape de montagne           | 225              | Guido Carlesi        | Jacques Anquetil             |
| 12e étape     | 6 juillet   | Antibes – Aix-en-Provence        | Étape de montagne           | 199              | Michel Van Aerde     | Jacques Anquetil             |
| 13e étape     | 7 juillet   | Aix-en-Provence – Montpellier    | Étape de plaine             | 177,5            | André Darrigade      | Jacques Anquetil             |
|               | 8 juillet   | Montpellier                      | Jour de repos               | Journée de repos | Journée de repos     | Journée de repos             |
| 14e étape     | 9 juillet   | Montpellier – Perpignan          | Étape de plaine             | 174              | Eddy Pauwels         | Jacques Anquetil             |
| 15e étape     | 10 juillet  | Perpignan – Toulouse             | Étape de plaine             | 206              | Guido Carlesi        | Jacques Anquetil             |
| 16e étape     | 11 juillet  | Toulouse – Luchon-Superbagnères  | Étape de montagne           | 208              | Imerio Massignan     | Jacques Anquetil             |
| 17e étape     | 12 juillet  | Luchon – Pau                     | Étape de montagne           | 197              | Eddy Pauwels         | Jacques Anquetil             |
| 18e étape     | 13 juillet  | Pau – Bordeaux                   | Étape de plaine             | 207              | Martin Van Geneugden | Jacques Anquetil             |
| 19e étape     | 14 juillet  | Bergerac – Périgueux             | Contre-la-montre individuel | 74,5             | Jacques Anquetil     | Jacques Anquetil             |
| 20e étape     | 15 juillet  | Périgueux – Tours                | Étape de plaine             | 309,5            | André Darrigade      | Jacques Anquetil             |
| 21e étape     | 16 juillet  | Tours – Paris - Parc des Princes | Étape de plaine             | 252,5            | Robert Cazala        | Jacques Anquetil             |

## Classements

### Classement général final
| Classement général | Classement général  | Classement général   | Classement général  | Classement général  |
|                    | Coureur             | Pays                 | Équipe              | Temps               |
| ------------------ | ------------------- | -------------------- | ------------------- | ------------------- |
| 1er                | Jacques Anquetil    | France               | France              | en 122 h 1 min 33 s |
| 2e                 | Guido Carlesi       | Italie               | Italie              | + 12 min 14 s       |
| 3e                 | Charly Gaul         | Luxembourg           | Suisse / Luxembourg | + 12 min 16 s       |
| 4e                 | Imerio Massignan    | Italie               | Italie              | + 15 min 59 s       |
| 5e                 | Hans Junkermann     | Allemagne de l'Ouest | Allemagne           | + 16 min 9 s        |
| 6e                 | Fernando Manzaneque | Espagne              | Espagne             | + 16 min 27 s       |
| 7e                 | José Pérez Francés  | Espagne              | Espagne             | + 20 min 41 s       |
| 8e                 | Jean Dotto          | France               | Centre - Midi       | + 21 min 44 s       |
| 9e                 | Eddy Pauwels        | Belgique             | Belgique            | + 26 min 57 s       |
| 10e                | Jan Adriaensens     | Belgique             | Belgique            | + 28 min 5 s        |
| 11e                | Jos Hoevenaars      | Belgique             | Belgique            | + 28 min 27 s       |
| 12e                | Alfred Ruegg        | Suisse               | Suisse / Luxembourg | + 32 min 14 s       |
| 13e                | Michel Van Aerde    | Belgique             | Belgique            | + 40 min 34 s       |
| 14e                | Jean Gainche        | France               | Ouest - Sud-Ouest   | + 41 min 26 s       |
| 15e                | Joseph Planckaert   | Belgique             | Belgique            | + 41 min 53 s       |
| 16e                | Adriano Zamboni     | Italie               | Italie              | + 43 min 26 s       |
| 17e                | Frans Aerenhouts    | Belgique             | Belgique            | + 45 min 52 s       |
| 18e                | Henry Anglade       | France               | France              | + 47 min 38 s       |
| 19e                | Raymond Mastrotto   | France               | France              | + 53 min 19 s       |
| 20e                | André Foucher       | France               | Ouest - Sud-Ouest   | + 58 min 8 s        |
| 21e                | Marcel Queheille    | France               | Ouest - Sud-Ouest   | + 58 min 42 s       |
| 22e                | Claude Mattio       | France               | Centre - Midi       | + 58 min 42 s       |
| 23e                | Édouard Bihouée     | France               | Ouest - Sud-Ouest   | + 1 h 5 min 5 s     |
| 24e                | Joseph Wasko        | France               | Paris - Nord-Est    | + 1 h 6 min 28 s    |
| 25e                | Joseph Thomin       | France               | Ouest - Sud-Ouest   | + 1 h 6 min 45 s    |
| modifier           |                     |                      |                     |                     |

### Classements annexes finals
| Classement par points, | Classement par points, | Classement par points, | Classement par points, | Classement par points, |
| ---------------------- | ---------------------- | ---------------------- | ---------------------- | ---------------------- |
|                        | Coureur                | Pays                   | Équipe                 | Point(s)               |
| 1er                    | André Darrigade        | France                 | France                 | 174 points             |
| 2e                     | Jean Gainche           | France                 | Ouest - Sud-Ouest      | 169 pts                |
| 3e                     | Guido Carlesi          | Italie                 | Italie                 | 148 pts                |
| 4e                     | Jacques Anquetil       | France                 | France                 | 146 pts                |
| 5e                     | Frans Aerenhouts       | Belgique               | Belgique               | 118 pts                |
| 6e                     | Michel Van Aerde       | Belgique               | Belgique               | 97 pts                 |
| 7e                     | Eddy Pauwels           | Belgique               | Belgique               | 95 pts                 |
| 8e                     | Imerio Massignan       | Italie                 | Italie                 | 92 pts                 |
| 9e                     | Hans Junkermann        | Allemagne de l'Ouest   | Allemagne              | 82 pts                 |
| 10e                    | Joseph Planckaert      | Belgique               | Belgique               | 74 pts                 |
| modifier               |                        |                        |                        |                        |

| Classement du Prix du meilleur grimpeur, | Classement du Prix du meilleur grimpeur, | Classement du Prix du meilleur grimpeur, | Classement du Prix du meilleur grimpeur, | Classement du Prix du meilleur grimpeur, |
| ---------------------------------------- | ---------------------------------------- | ---------------------------------------- | ---------------------------------------- | ---------------------------------------- |
|                                          | Coureur                                  | Pays                                     | Équipe                                   | Point(s)                                 |
| 1er                                      | Imerio Massignan                         | Italie                                   | Italie                                   | 95 points                                |
| 2e                                       | Charly Gaul                              | Luxembourg                               | Suisse / Luxembourg                      | 61 pts                                   |
| 3e                                       | Hans Junkermann                          | Allemagne de l'Ouest                     | Allemagne                                | 48 pts                                   |
| 4e                                       | Marcel Queheille                         | France                                   | Ouest - Sud-Ouest                        | 46 pts                                   |
| 5e                                       | Eddy Pauwels                             | Belgique                                 | Belgique                                 | 29 pts                                   |
| 6e                                       | Manuel Busto                             | France                                   | Centre - Midi                            | 28 pts                                   |
| 7e                                       | Guy Ignolin Jacques Anquetil             | France                                   | Ouest - Sud-Ouest France                 | 26 pts                                   |
| 9e                                       | Jef Planckaert                           | Belgique                                 | Belgique                                 | 19 pts                                   |
| 10e                                      | Jean Dotto André Foucher                 | France                                   | Centre - Midi Ouest - Sud-Ouest          | 17 pts                                   |
| modifier                                 |                                          |                                          |                                          |                                          |

#### Classement par équipes
Le système de classement des équipes évolue en 1961. Il est transformé en un classement par points, dans lequel les équipes sont départagées par le nombre de coureurs classés aux premières, deuxièmes puis troisièmes places des étapes. Les coureurs de l'équipe en tête de ce classement portent une casquette jaune (représentée dans les classements par l'icône  à côté du nom de l'équipe),.
| Classement par équipes, | Classement par équipes, | Classement par équipes,  | Classement par équipes, | Classement par équipes, |
|                         | Équipes                 | Pays                     |                         | Point(s)                |
| ----------------------- | ----------------------- | ------------------------ | ----------------------- | ----------------------- |
| 1re                     | France                  | France                   |                         | 10 – 2 – 1              |
| 2e                      | Belgique                | Belgique                 |                         | 5 – 5 – 3               |
| 3e                      | Italie                  | Italie                   |                         | 3 – 4 – 6               |
| 4e                      | Ouest - Sud-Ouest       | France                   |                         | 3 – 3 – 2               |
| 5e                      | Centre - Midi           | France                   |                         | 1 – 4 – 0               |
| 6e                      | Paris - Nord-Est        | France                   |                         | 0 – 2 – 3               |
| 7e                      | Pays-Bas                | Pays-Bas                 |                         | 0 – 1 – 2               |
| 8e                      | Suisse / Luxembourg     | {{ Suisse / Luxembourg}} |                         | 0 – 1 – 1               |
| 9e                      | Espagne                 | Espagne                  |                         | 0 – 0 – 2               |
| 10e                     | Allemagne               | Allemagne de l'Ouest     |                         | 0 – 0 – 2               |
| modifier                |                         |                          |                         |                         |

Légende des points : Nombre de premières places – Nombre de deuxièmes places – Nombre de troisièmes places

### Évolution des classements
| Étape              | Vainqueur            | Classement général | Classement par points | Classement de la montagne | Classement par équipes | Classement de la combativité |
| ------------------ | -------------------- | ------------------ | --------------------- | ------------------------- | ---------------------- | ---------------------------- |
| 1a                 | André Darrigade      | André Darrigade    | André Darrigade       | Non décerné               | France                 | Jacques Anquetil             |
| 1b                 | Jacques Anquetil     | Jacques Anquetil   | Jacques Anquetil      | Non décerné               | France                 | Jacques Anquetil             |
| 2                  | André Darrigade      | Jacques Anquetil   | André Darrigade       | Non décerné               | France                 | Pierre Beuffeuil             |
| 3                  | Emile Daems          | Jacques Anquetil   | André Darrigade       | Non décerné               | France                 | René Vanderveken (en)        |
| 4                  | Anatole Novak        | Jacques Anquetil   | André Darrigade       | Non décerné               | France                 | Bernard Viot                 |
| 5                  | Louis Bergaud        | Jacques Anquetil   | André Darrigade       | Louis Bergaud             | France                 | Stéphane Lach                |
| 6                  | Jozef Planckaert     | Jacques Anquetil   | André Darrigade       | Eddy Pauwels              | France                 | Jef Planckaert               |
| 7                  | Jean Stablinski      | Jacques Anquetil   | André Darrigade       | Eddy Pauwels              | France                 | Fernando Manzaneque          |
| 8                  | Jean Forestier       | Jacques Anquetil   | André Darrigade       | Eddy Pauwels              | France                 | Stéphane Lach                |
| 9                  | Charly Gaul          | Jacques Anquetil   | André Darrigade       | Charly Gaul               | France                 | Charly Gaul                  |
| 10                 | Guy Ignolin          | Jacques Anquetil   | André Darrigade       | Imerio Massignan          | France                 | Guy Ignolin                  |
| 11                 | Guido Carlesi        | Jacques Anquetil   | André Darrigade       | Imerio Massignan          | France                 | Guido Carlesi                |
| 12                 | Michel Van Aerde     | Jacques Anquetil   | André Darrigade       | Imerio Massignan          | France                 | Édouard Bihouée              |
| 13                 | André Darrigade      | Jacques Anquetil   | André Darrigade       | Imerio Massignan          | France                 | Antoine Abate                |
| 14                 | Eddy Pauwels         | Jacques Anquetil   | André Darrigade       | Imerio Massignan          | France                 | Joseph Wasko                 |
| 15                 | Guido Carlesi        | Jacques Anquetil   | André Darrigade       | Imerio Massignan          | France                 | Seamus Elliott               |
| 16                 | Imerio Massignan     | Jacques Anquetil   | André Darrigade       | Imerio Massignan          | France                 | Ken Laidlaw (en)             |
| 17                 | Eddy Pauwels         | Jacques Anquetil   | André Darrigade       | Imerio Massignan          | France                 | Marcel Queheille             |
| 18                 | Martin Van Geneugden | Jacques Anquetil   | André Darrigade       | Imerio Massignan          | France                 | Joseph Wasko                 |
| 19                 | Jacques Anquetil     | Jacques Anquetil   | Jean Gainche          | Imerio Massignan          | France                 | Jean Gainche                 |
| 20                 | André Darrigade      | Jacques Anquetil   | André Darrigade       | Imerio Massignan          | France                 | Guy Ignolin                  |
| 21                 | Robert Cazala        | Jacques Anquetil   | André Darrigade       | Imerio Massignan          | France                 | Marcel Queheille             |
| Classements finals | Classements finals   | Jacques Anquetil   | André Darrigade       | Imerio Massignan          | France                 | Ouest - Sud-Ouest            |

## Liste des coureurs
La liste ci-dessous présente les coureurs inscrits par numéro de dossard.
| Légende | Légende                                                                    | Légende | Légende                                                    |
| ------- | -------------------------------------------------------------------------- | ------- | ---------------------------------------------------------- |
| Num     | Dossard de départ porté par le coureur sur ce Tour                         | Pos     | Position à l'arrivée de la course                          |
|         | Indique un maillot de champion national ou mondial, suivi de sa spécialité | NP      | Indique un coureur qui n'a pas pris le départ de la course |
| AB      | Indique un coureur qui n'a pas terminé la course                           | HD      | Indique un coureur qui a terminé la course hors des délais |

| Italie                             | Italie                    | Italie |
| ---------------------------------- | ------------------------- | ------ |
| Num                                | Coureur                   | Pos    |
| 1                                  | Renzo Accordi (ITA)       | 43e    |
| 2                                  | Graziano Battistini (ITA) | AB-11  |
| 3                                  | Guido Boni (ITA)          | NP-14  |
| 4                                  | Carlo Brugnami (ITA)      | AB-12  |
| 5                                  | Guido Carlesi (ITA)       | 2e     |
| 6                                  | Roberto Falaschi (ITA)    | 50e    |
| 7                                  | Vito Favero (ITA)         | AB-8   |
| 8                                  | Imerio Massignan (ITA)    | 4e     |
| 9                                  | Mario Minieri (ITA)       | 44e    |
| 10                                 | Armando Pellegrini (ITA)  | 56e    |
| 11                                 | Ezio Pizzoglio (ITA)      | AB-2   |
| 12                                 | Adriano Zamboni (ITA)     | 16e    |
| Directeur sportif : Antonio Covolo |                           |        |

| France                           | France                  | France |
| -------------------------------- | ----------------------- | ------ |
| Num                              | Coureur                 | Pos    |
| 13                               | Henry Anglade (FRA)     | 18e    |
| 14                               | Jacques Anquetil (FRA)  | 1er    |
| 15                               | Robert Cazala (FRA)     | 40e    |
| 16                               | André Darrigade (FRA)   | 32e    |
| 17                               | Pierre Everaert (FRA)   | 68e    |
| 18                               | Jean Forestier (FRA)    | 35e    |
| 19                               | René Privat (FRA)       | AB-2   |
| 20                               | Joseph Groussard (FRA)  | 45e    |
| 21                               | François Mahé (FRA)     | HD-2   |
| 22                               | Raymond Mastrotto (FRA) | 19e    |
| 23                               | Louis Rostollan (FRA)   | 31e    |
| 24                               | Jean Stablinski (FRA)   | 42e    |
| Directeur sportif : Marcel Bidot |                         |        |

| Belgique                           | Belgique                   | Belgique |
| ---------------------------------- | -------------------------- | -------- |
| Num                                | Coureur                    | Pos      |
| 25                                 | Jan Adriaensens (BEL)      | 10e      |
| 26                                 | Frans Aerenhouts (BEL)     | 17e      |
| 27                                 | Jean-Baptiste Claes (BEL)  | 36e      |
| 28                                 | Emile Daems (BEL)          | AB-10    |
| 29                                 | Jos Hoevenaars (BEL)       | 11e      |
| 30                                 | Eddy Pauwels (BEL)         | 9e       |
| 31                                 | Jozef Planckaert (BEL)     | 15e      |
| 32                                 | Louis Proost (BEL)         | HD-7     |
| 33                                 | Michel Van Aerde (BEL)     | 13e      |
| 34                                 | René Vanderveken (BEL)     | HD-7     |
| 35                                 | Martin Van Geneugden (BEL) | 61e      |
| 36                                 | Jozef Vloeberghs (BEL)     | HD-      |
| Directeur sportif : Georges Ronsse |                            |          |

| Espagne                           | Espagne                    | Espagne |
| --------------------------------- | -------------------------- | ------- |
| Num                               | Coureur                    | Pos     |
| 37                                | Jaime Alomar (ESP)         | HD-2    |
| 38                                | Antonio Bertran (ESP)      | HD-7    |
| 39                                | Juan Campillo (ESP)        | 55e     |
| 40                                | José Gómez del Moral (ESP) | HD-2    |
| 41                                | Vicente Iturat (ESP)       | 69e     |
| 42                                | Fernando Manzaneque (ESP)  | 6e      |
| 43                                | René Marigil (ESP)         | 62e     |
| 44                                | Carmelo Morales (ESP)      | HD-2    |
| 45                                | Luís Otaño (ESP)           | 38e     |
| 46                                | Miguel Pacheco (ESP)       | AB-2    |
| 47                                | José Pérez Francés (ESP)   | 7e      |
| 48                                | Julio San Emeterio (ESP)   | 49e     |
| Directeur sportif : Gabriel Saura |                            |         |

| Pays-Bas                         | Pays-Bas                   | Pays-Bas |
| -------------------------------- | -------------------------- | -------- |
| Num                              | Coureur                    | Pos      |
| 49                               | Piet Damen (NED)           | 51e      |
| 50                               | Jo de Haan (NED)           | AB-9     |
| 51                               | Dick Enthoven (NED)        | HD-10    |
| 52                               | Albertus Geldermans (NED)  | AB-6     |
| 53                               | Jaap Kersten (NED)         | 58e      |
| 54                               | Jef Lahaye (NED)           | AB-11    |
| 55                               | Coen Niesten (NED)         | AB-9     |
| 56                               | Piet van Est (NED)         | HD-17    |
| 57                               | Wim van Est (NED)          | AB-9     |
| 58                               | Antoon van der Steen (NED) | 64e      |
| 59                               | Wout Wagtmans (NED)        | AB-9     |
| 60                               | Jan Westdorp (NED)         | 66e      |
| Directeur sportif : Klaas Buchly |                            |          |

| Allemagne de l'Ouest              | Allemagne de l'Ouest          | Allemagne de l'Ouest |
| --------------------------------- | ----------------------------- | -------------------- |
| Num                               | Coureur                       | Pos                  |
| 61                                | Josef Borghard (RFA)          | HD-6                 |
| 62                                | Manfred Donike (RFA)          | HD-6                 |
| 63                                | Friedhelm Fischerkeller (RFA) | AB-17                |
| 64                                | Hans Jaroscewicz (RFA)        | AB-2                 |
| 65                                | Hans Junkermann (RFA)         | 5e                   |
| 66                                | Dieter Kemper (RFA)           | HD-6                 |
| 67                                | Helmut Kuckelkorn (RFA)       | HD-2                 |
| 68                                | Horst Oldenburg (RFA)         | HD-6                 |
| 69                                | Reinhold Pommer (RFA)         | AB-2                 |
| 70                                | Dieter Puschel (RFA)          | 54e                  |
| 71                                | Siegfried Renz (RFA)          | AB-10                |
| 72                                | Ludwig Troche (RFA)           | HD-6                 |
| Directeur sportif : Peter Kanters |                               |                      |

| Suisse / Luxembourg             | Suisse / Luxembourg       | Suisse / Luxembourg |
| ------------------------------- | ------------------------- | ------------------- |
| Num                             | Coureur                   | Pos                 |
| 73                              | Fritz Gallati (SUI)       | 63e                 |
| 74                              | Kurt Gimmi (SUI)          | AB-2                |
| 75                              | Rolf Graf (SUI)           | 60e                 |
| 76                              | Jean Luisier (SUI)        | HD-7                |
| 77                              | Serge Ruchet (SUI)        | 67e                 |
| 78                              | Alfred Rüegg (SUI)        | 12e                 |
| 79                              | Raymond Bley (LUX)        | HD-6                |
| 80                              | Aldo Bolzan (LUX)         | 33e                 |
| 81                              | Marcel Ernzer (LUX)       | 37e                 |
| 82                              | Charly Gaul (LUX)         | 3e                  |
| 83                              | Jean-Pierre Sintges (LUX) | AB-10               |
| 84                              | Roger Thull (LUX)         | HD-12               |
| Directeur sportif : Alex Burtin |                           |                     |

| Royaume-Uni                      | Royaume-Uni          | Royaume-Uni |
| -------------------------------- | -------------------- | ----------- |
| Num                              | Coureur              | Pos         |
| 85                               | Stan Brittain (GBR)  | AB-4        |
| 86                               | Ron Coe (GBR)        | AB-5        |
| 87                               | Vic Denson (GBR)     | AB-9        |
| 88                               | Seamus Elliott (IRL) | 47e         |
| 89                               | Albert Hitchen (GBR) | AB-4        |
| 90                               | Ken Laidlaw (GBR)    | 65e         |
| 91                               | Ian Moore (IRL)      | AB-3        |
| 92                               | George O’Brien (GBR) | AB-3        |
| 93                               | Peter Ryall (GBR)    | HD-3        |
| 94                               | Sean Ryan (GBR)      | HD-2        |
| 95                               | Brian Robinson (GBR) | 53e         |
| 96                               | Tom Simpson (GBR)    | AB-3        |
| Directeur sportif : André Maters |                      |             |

| Paris - Nord-Est                | Paris - Nord-Est           | Paris - Nord-Est |
| ------------------------------- | -------------------------- | ---------------- |
| Num                             | Coureur                    | Pos              |
| 101                             | Albert Bouvet (FRA)        | AB-12            |
| 102                             | Henri Duez (FRA)           | AB-2             |
| 103                             | Philippe Gaudrillet (FRA)  | AB-6             |
| 104                             | André Geneste (FRA)        | 72e              |
| 105                             | Elio Gerussi (ITA)         | 26e              |
| 106                             | Raymond Hoorelbeke (FRA)   | 70e              |
| 107                             | Stéphane Lach (FRA)        | 29e              |
| 108                             | André Le Dissez (FRA)      | AB-17            |
| 109                             | Jean-Claude Lefebvre (FRA) | 71e              |
| 110                             | Claude Sauvage (FRA)       | HD-6             |
| 111                             | Bernard Viot (FRA)         | 57e              |
| 112                             | Joseph Wasko (FRA)         | 24e              |
| Directeur sportif : Jean Mazier |                            |                  |

| Centre - Midi                       | Centre - Midi         | Centre - Midi |
| ----------------------------------- | --------------------- | ------------- |
| Num                                 | Coureur               | Pos           |
| 113                                 | Antoine Abate (ITA)   | 52e           |
| 114                                 | Louis Bergaud (FRA)   | 46e           |
| 115                                 | Emmanuel Busto (FRA)  | 48e           |
| 116                                 | Jean Dotto (FRA)      | 8e            |
| 117                                 | Valentin Huot (FRA)   | 39e           |
| 118                                 | Camille Le Menn (FRA) | AB-12         |
| 119                                 | Claude Mattio (FRA)   | 22e           |
| 120                                 | Jean Milesi (FRA)     | 34e           |
| 121                                 | Anatole Novak (FRA)   | AB-10         |
| 122                                 | Marcel Rohrbach (FRA) | AB-14         |
| 123                                 | Pierre Ruby (FRA)     | HD-2          |
| 124                                 | Gérard Thiélin (FRA)  | 41e           |
| Directeur sportif : Adolphe Deledda |                       |               |

| Ouest - Sud-Ouest                 | Ouest - Sud-Ouest       | Ouest - Sud-Ouest |
| --------------------------------- | ----------------------- | ----------------- |
| Num                               | Coureur                 | Pos               |
| 125                               | Pierre Beuffeuil (FRA)  | 28e               |
| 126                               | Edouard Bihouée (FRA)   | 23e               |
| 127                               | André Cloarec (FRA)     | AB-12             |
| 128                               | André Foucher (FRA)     | 20e               |
| 129                               | Jean Gainche (FRA)      | 14e               |
| 130                               | Georges Groussard (FRA) | 30e               |
| 131                               | Marc Huiart (FRA)       | AB-12             |
| 132                               | Guy Ignolin (FRA)       | 59e               |
| 133                               | Félix Lebuhotel (FRA)   | AB-8              |
| 134                               | Fernand Picot (FRA)     | 27e               |
| 135                               | Marcel Queheille (FRA)  | 21e               |
| 136                               | Joseph Thomin (FRA)     | 25e               |
| Directeur sportif : Paul Le Drogo |                         |                   |